# The Book of Vision
The Book of Vision (bra: The Book of Vision) é um filme de drama psicológico de 2020 dirigido por Carlo S. Hintermann e estrelado por Charles Dance, Lotte Verbeek e Sverrir Gudnason. Foi selecionado como o filme de abertura da Semana Internacional da Crítica no 77º Festival Internacional de Cinema de Veneza.

## Sinopse
Eva é uma jovem médica promissora que abandona sua carreira para estudar história da medicina em um campus remoto porque está cansada de todos se preocuparem com ela. Enquanto fugia, com a ajuda de seu mentor Henry, ela concentrou sua pesquisa no Livro da Visão, escrito pelo médico prussiano do século XVIII Johan Anmuth. O Livro da Visão não é realmente um texto científico; em vez disso, contém as esperanças, medos e sonhos de mais de 1.800 pacientes. Os espíritos dos doentes ainda permanecem nas páginas. Este livro esconde um mistério. A vida e a morte fazem parte de um fluxo contínuo.

## Elenco
- Charles Dance como Johan Anmuth
- Lotte Verbeek como Eva / Elizabeth
- Sverrir Gudnason como Dr. Nils Lindgren
- Justin Korovkin como Günter von Ouerbach
- Vera Graziadei como Rivka Sorkin / Sra. Dobileit
- Filippo Nigro
- Isolda Dychauk
- Rocco Gottlieb
- Giselda Volodi